# Ајше Хатун II
Ајше Хатун II (тур. II. Ayşe Hâtûn; 1480 — 1539) је била прва супруга Султана Селима I и помајка Султана Сулејмана I.

## Биографија
Ајше је рођена у Бахчисарају а умрла је у Кримском канату, била је прва супруга Султана Селима.